# استیو وودین
استیو وودین (انگلیسی: Steve Wooddin؛ زادهٔ ۶ ژانویهٔ ۱۹۵۵) بازیکن فوتبال اهل نیوزیلند بود.
از باشگاه‌هایی که در آن بازی کرده‌است می‌توان به باشگاه فوتبال ترانمره راورز، باشگاه فوتبال کامل لایرد، و باشگاه فوتبال وینسفورد یونایتد اشاره کرد.
وی همچنین در تیم ملی فوتبال نیوزیلند بازی کرده‌است.